# ウェルテル効果

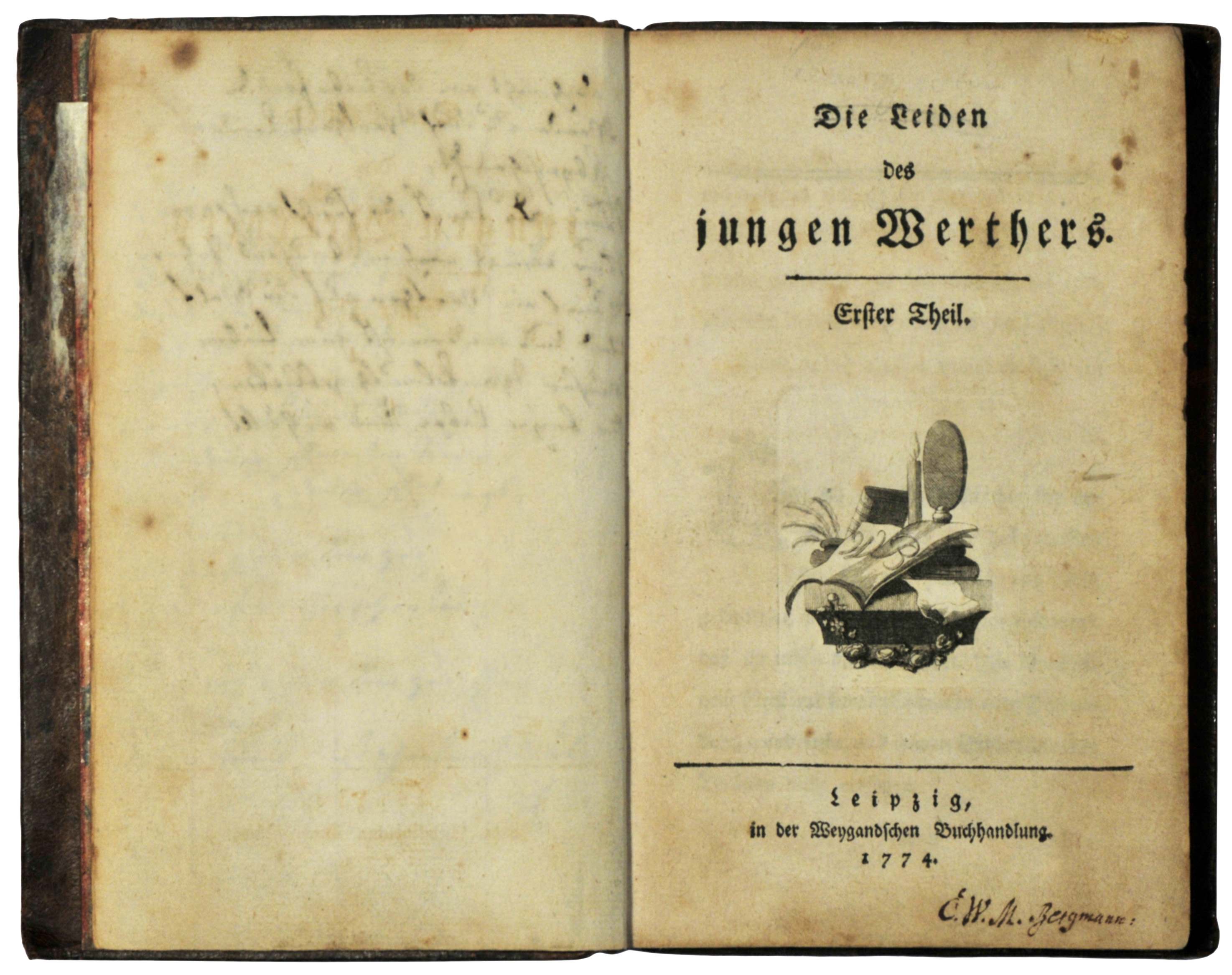
『若きウェルテルの悩み』初版

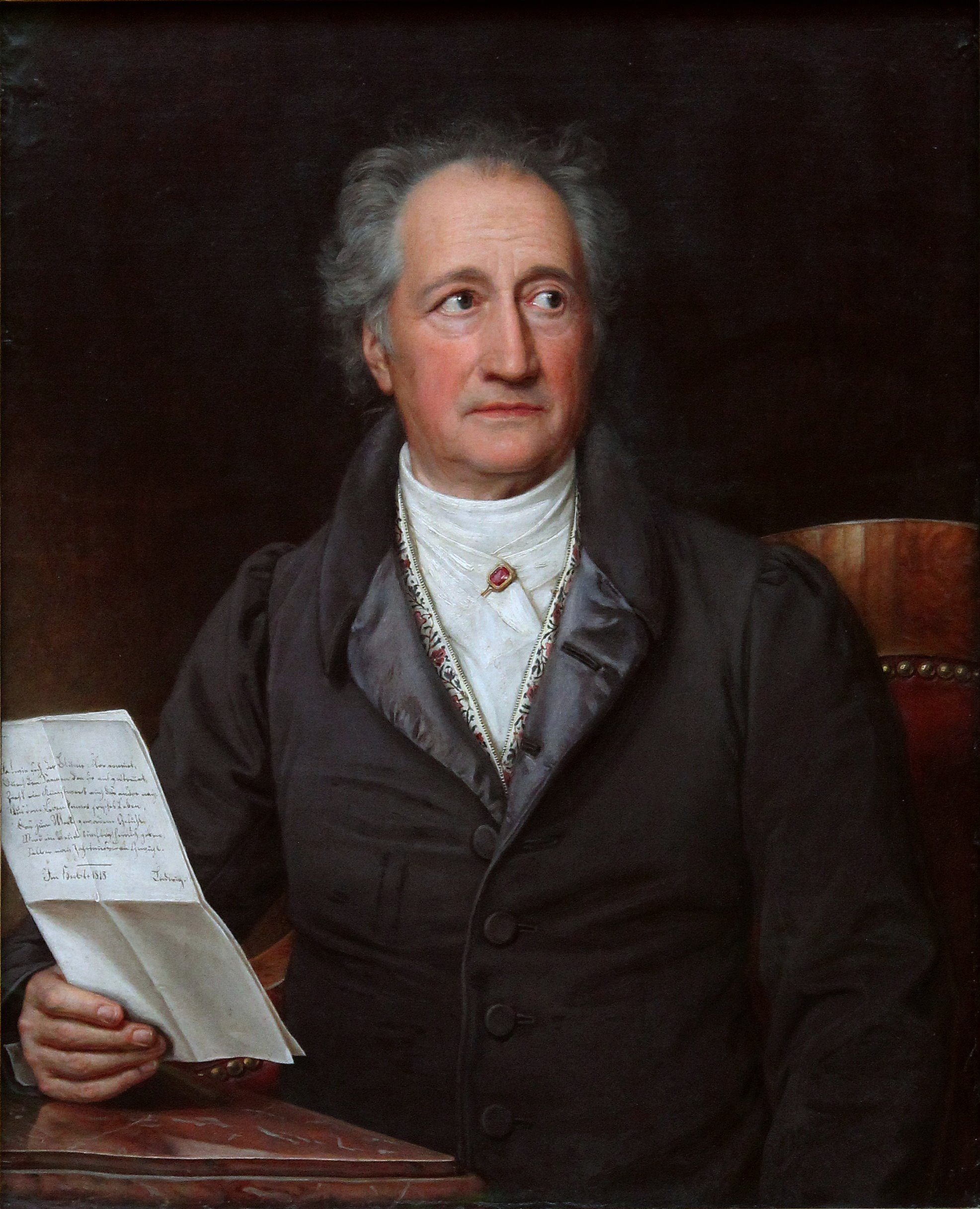
ゲーテ

ウェルテル効果（ウェルテルこうか、英: Werther effect, 独: Werther-Effekt）とは、マスメディアの報道に影響されて自殺が増える事象を指す。これを実証した社会学者ディヴィッド・フィリップス (David P. Phillips) により命名された。特に若年層が影響を受けやすいとされる。「ウェルテル」は、ゲーテ著の『若きウェルテルの悩み』（1774年）に由来する。本作の主人公、ウェルテルは最終的に自殺をするが、これに影響された若者達が、彼と同じ方法で自殺した事象を起源とする。なお、これが原因となり、いくつかの国家でこの本は発禁処分となった。ただし、実在の人物のみならず、小説などによるフィクションの自殺も「ウェルテル効果」を起こすか否かについては諸説分かれている。
ちなみに『若きウェルテルの悩み』の作者は本作を執筆することで、失恋自殺の危機から脱出できた。

## 発見
精神科医のジェローム・モット (Jerome A. Motto) は1967年、「自殺報道の影響で自殺が増える」という仮説を確かめるため、新聞のストライキがあった期間に自殺率が減少するかどうかを調べたが、この仮説はデトロイトでしか証明されなかった上、調査手法における様々な問題点が指摘された。
その後、社会学者デイヴィッド・フィリップスが1974年 、ニューヨークタイムズの一面に掲載された自殺と、1947年から1967年までの全米の月間自殺統計を比較することで、報道の自殺率に対する影響を証明し、これをウェルテル効果と名づけた。
フィリップスの調査は、
1. 自殺率は報道の後に上がり、その前には上がっていない。
2. 自殺が大きく報道されればされるほど自殺率が上がる。
3. 自殺の記事が手に入りやすい地域ほど自殺率が上がる。

などであり、これらは報道が自殺率へ影響を与えることの証明とされた。
この理論は、その後1984年に行なわれたイラ・ワッサーマン (Ira M. Wasserman) をはじめとした複数の追試によっても正しいとされた。またフィリップスは、テレビにおける自殺報道にも同様の効果があるとしている。
その後、報道が影響を与えるのは「自殺率そのもの」ではなく、検死官が自殺と判断するか否かである、との説も提示されたが、フィリップスはこれに対して、「検死官の判断により自殺者数が増えるのであれば、その増加分だけ事故死や殺人などの『自殺以外の死亡者数』が報道後に減少するはずだが、統計上そうはなっていない」、と反証している。
また、自殺者は報道があってもなくてもいずれ自殺した、報道は単にその「実行時期」を早めたに過ぎないのではないか、との意見に対し、フィリップスは、「仮にそうだとすれば報道直後に自殺数が増えた分、それ以降は数が減っていなければならないはずだが、統計上はそのようになっていない」、と反証している。

## 事例

### 日本における事例
元禄・享保年間（1700年頃）に活躍した劇作家・近松門左衛門は、当時発生した事件を基にした『曽根崎心中』（1703年）、『冥途の飛脚』（1711年）、『心中天網島』（1720年）など、のちに世話物といわれる心中浄瑠璃の台本を発表し、同時期に紀海音も続いた。ところが、これに触発されて心中が流行したといわれ、享保8年（1723年）、幕府は心中物の上演を一切禁止した。新聞報道が未発達な当時、実在した事件に典拠した演劇の効果は、現代のテレビニュース番組などにおける再現ビデオ並みに高く、一種のウェルテル効果に近い現象と言われる。
1903年（明治36年）、第一高校の生徒、藤村操が「人生は不可解である」という遺書を残し、華厳滝へ飛び降り自殺した。この事件が新聞で大きく取り上げられた結果、これを真似たかのような事例が続出し社会問題になった。
1933年（昭和8年）に実践女学校に通う女学生が 三原山（伊豆大島）火口へ投身自殺し、報道後、この年だけで129人が三原山で投身自殺した。
1948年（昭和23年）、小説家の太宰治が玉川上水で入水自殺したが、田中英光を始め、多くの後続者を出した。
1970年（昭和45年）、小説家の三島由紀夫が三島事件で割腹自殺したが、やはり多くの後続者を出した。
1986年（昭和61年）にアイドル歌手の岡田有希子が18歳で飛び降り自殺すると、30名余りの青少年が後を追うように自殺し、「そのほとんどが、岡田と同様に高所から飛び降りて自殺した」。「この影響はほぼ1年続き、1986年はその前後の年に比べて、青少年の自殺が3割増加」し、国会の衆議院文教委員会で、江田五月がこの件を採り上げ、時の文部大臣・海部俊樹に対策を問うまでに至る。これがいわゆる「ユッコ・シンドローム」である。事務所の先輩・森田健作もワイドショーに出演して呼びかける事態に発展した（フジテレビ「おはよう！ナイスデイ」『緊急特集 後追い自殺はやめて』）。
1992年（平成4年）、シンガーソングライターの尾崎豊が肺水腫で死亡した。この死に関しては現在でも事故説、自殺説、他殺説、薬物中毒説など諸説あるが、当時の報道では自殺とするものが大勢を占め、ファンの後追いとみられる自殺が急増した。
1998年（平成10年）、ヴィジュアル系ロックバンドX JAPANのhideが自宅で急逝した件が自殺だったと報道されると、ファンの後追いとみられる自殺が急増した。結果、警視庁の要請により、YOSHIKIをはじめとしたX JAPANのメンバーが、「自殺を思い留まるように」呼び掛ける記者会見を開くという社会問題にまで発展した。
2011年（平成23年）5月の自殺者、特に20代から30代の女性が、13日から急増。自殺対策支援センター ライフリンク代表で内閣府参与の清水康之は「考えられる要因は5月12日に起きたある有名女性タレント（上原美優）の自殺、と言うか、その自殺報道だ」と指摘した。
2020年（令和2年）下半期に自殺者数が例年より増加した要因について、同年7月から9月にかけて相次いだ俳優の自殺報道（三浦春馬、芦名星、藤木孝、竹内結子）の影響が明らかになった。特に影響の大きかった三浦と竹内の後追い自殺について厚生労働省がウェルテル効果の観点から綿密にデータの分析を行った。また、三浦以外の3人に三浦との共演歴や手段（自宅のクローゼットで縊死。藤木の死因は不明）といった共通点があることから、3人もウェルテル効果による後追い自殺であるという推察がある。さらに特筆すべき点として、三浦の自殺報道後に特にファンではなかった中高年女性までもが希死念慮を抱く「春馬ロス」なる現象が起こり、心身の不調を訴える読者の声が複数の雑誌で特集された。
同年9月以降、厚生労働省は模倣・後追い自殺対策強化の一環で、センセーショナルな自殺（未遂も含む）または自殺が疑われる事案の発生直後（芦名、竹内、神田沙也加、渡辺裕之、上島竜兵、四代目市川猿之助とその家族、ryuchell、芦原妃名子のケースでは実名を挙げたうえで）や自死した著名人の命日直前にその都度「自殺報道ガイドライン」（正式名称：『自殺対策を推進するためにメディア関係者に知ってもらいたい基礎知識』）の遵守を促すようになった。これを受けて各メディアも、関連の記事や報道の末尾にいのちの電話などの相談窓口をアナウンスするようになっている。
しかし、一部メディアではワイドショーなどでの中継を交えた報道や、女性週刊誌などで詳細な内容を記事にするケースが依然として散見されるなど、自殺報道ガイドラインが順守されているとは言い難く、その都度SNSなどでメディアに対する批判が起きている。また、相談窓口などのバナーは形式的に掲載しているものの、それが「免罪符」のような形となり、結果的にガイドラインを無視した報道に繋がっているとした見解や、ガイドライン自体に罰則がないために一部メディアによる極端な報道も散見されることもあり、厚生労働省も再三メディアに対しガイドラインの順守について注意喚起を行っている一方で、メディア側の報道に対する姿勢が問われている。

### ウィーンにおける事例
ウィーンの地下鉄では未遂を含め年1,2件程度だった自殺が1984年頃から急増し、ピーク時には未遂を含め年20件程度まで増え、これは自殺報道に起因するものとされた。1987年に精神保健の専門家が自殺報道の方法を定めたガイドラインを策定し、大新聞がこれに従うと、自殺数は急減し、再び年1,2件程度にまで下がった。

### 韓国における事例
インターネットの普及政策が早期であった韓国では、既存マスコミの記事・情報よりインターネット上の情報を上位に見る傾向がある、とされる。2007年に起きたU;Neeの自殺原因を嚆矢とする、インターネット上における中傷が深刻な社会問題にもなった。
韓国自殺予防協会は、俳優アン・ジェファンの死亡事件（2008年）によるウェルテル効果を懸念し、各メディアに対して「メディア報道勧告基準」を送り影響を最小限に押さえようとした。これによりマスコミは本件を通常より控えめに報道したとされるが、同年5月25日の川田亜子の練炭自殺と比較して報道したケースもあった。
アン・ジェファンの自殺以降、インターネットには誹謗・中傷が相次ぎ書き込まれ、彼の借金について様々な憶測が飛び交い、女優チェ・ジンシルがその借金の半分以上を貸し出していた、などという虚偽の風説が流布されるまでに至った。その後も噂が噂を生むといった悪循環の結果、同年10月2日にチェが自殺した。
チェの自殺は韓国社会に衝撃を与え、政府・与党は「チェ・ジンシル法」ことサイバー侮辱罪（遺族は“故人の冒涜であり残された子どものためにも”と法律にチェの名が冠されることには反対した）の立法化を掲げ、野党と激しい攻防を繰り返した。その後もマスコミはチェの交友関係などを次々と報道、10月3日には故人と同様の方法で自殺が相次いでいると報道した。
インターネット上の誹謗中傷は他の芸能人にも波及し、新たな自殺者を生んでいる。2008年10月3日にはトランスジェンダーのチャン・チェウォンが、10月6日にはモデル・俳優のキム・ジフが自殺した。さらに、サイバー侮辱罪の施行以降も韓国での著名人の自殺が散見されるなど、後を絶たない。

### アメリカにおける事例
2018年、コロンビア大学の研究チームがPLOS ONEで、2014年に俳優のロビン・ウィリアムズが縊首による自死を遂げたのち、自殺した8月から同年12月までのアメリカでの自殺件数が1万8690件に上り、同期間での予測値よりも9.85%増加したと発表した。特に30歳から44歳までの男性の自殺が増えたとされる。また死因に関しては、窒息死以外の死因が3%増加にとどまったのに対し、首吊りを含む窒息死は32％と大幅に増加した。一方で同じ自殺でも1994年のカート・コバーンのケースではコバーンの地元のシアトルでの自殺率に影響しなかったとされているが、これは報道が限定的だったためと分析している。研究チームはウィリアムズの自殺がメディアで大々的に報道された結果、自殺願望のある中年男性などのリスクの高い人々に影響を与えた可能性があるとしている。

## 対象の模倣
「ウェルテル効果」は、ただ後追いをするだけでなく、その事例自体を模倣する点が特徴であるとされる。例えば、『若きウェルテルの悩み』に起因したとされた事例では、その後の自殺者は、「褐色の長靴と黄色のベスト、青色のジャケット」という、小説上に記載された衣装を着用し、彼同様、ピストル自殺を行ったとされる。
岡田有希子、Hideの事例においても、後追い者は対象者の選んだ自殺方法などをなぞる傾向にあったとされる。